# Jessica Fletcher
Jessica Fletcher (geboren als Jessica Beatrice MacGill) is de hoofdpersoon in de detectivetelevisieserie Murder, She Wrote en wordt gespeeld door Angela Lansbury.
Mrs. Fletcher is een voormalige lerares Engels en schrijft nu detectiveromans onder de naam J.B. Fletcher. In het echte leven raakt ze vaak betrokken bij een moord; meestal wordt er net iemand vermoord na haar aankomst. Ze gaat zelf op zoek naar de dader, wat gewoonlijk tot veel ergernis leidt bij de plaatselijke politiefunctionaris. 
Haar personages zijn vaak gebaseerd op de mensen die ze in het echte leven tegenkomt, al zijn haar verhalen meestal niet waar gebeurd.
Mrs. Fletcher woont in het fictieve stadje Cabot Cove in Maine, dat waarschijnlijk het hoogste aantal moorden heeft van alle steden ter wereld.